# Stephen Fry
Cet article concerne l'humoriste anglais. Pour le joueur sud-africain de rugby à XV, voir Stephen Fry (rugby à XV).
Pour les articles homonymes, voir Fry.
Stephen Fry [ˈstiːvən fɹaɪ] est un écrivain, humoriste, acteur et réalisateur britannique, né le 24 août 1957 à Hampstead (Angleterre).
Vedette de la télévision anglaise, il s'est fait connaître en tant que membre du duo comique Fry & Laurie dans A Bit of Fry and Laurie et Jeeves and Wooster avec son partenaire Hugh Laurie, ainsi que pour ses rôles dans Blackadder (La Vipère noire) et Oscar Wilde. Il présente également le jeu télévisé Quite Interesting.
En plus d'écrire pour le théâtre, le cinéma, la télévision et la radio, il a contribué à nombre de chroniques et articles pour des journaux et magazines. Technophile, il tient notamment une chronique dans The Guardian. Il a également écrit quatre romans, des poésies et une autobiographie intitulée Moab Is My Washpot.
Le 27 juin 2011, Stephen Fry est nommé président de l'association Mind : « Cet organisme fait un travail vital pour aider tous ceux qui, comme moi, ont des troubles mentaux », dit-il sur la page consacrée à son investiture.

## Biographie
Stephen Fry est né à Hampstead (Londres). Il est le fils d'Alan Fry, un physicien britannique, et de Marianne Newman, d'ascendance juive-autrichienne, dont les tantes et cousins avaient été déportés et assassinés dans le camp d'extermination d'Auschwitz. Fry a grandi dans le village de Booton, près de Reepham dans le comté de Norfolk.
Il commence ses études à l'école privée d'Uppingham, dont il est renvoyé à l'âge de 15 ans. À 17 ans, à la suite de son échec à l'université des Arts et Technologies du Norfolk, il fait une fugue et emporte une carte de crédit volée à un ami de la famille, ce qui lui vaut trois mois de prison pour fraude. À sa sortie, il reprend ses études à City College Norwich (en), promettant aux administrateurs qu'il se mettrait sérieusement au travail pour présenter le concours d'entrée de Cambridge. Ses résultats lui permettent d'obtenir une bourse d'études au Queen's College de Cambridge. Là, Fry obtient un diplôme de littérature anglaise et rejoint la troupe de théâtre amateur Cambridge Footlight, où il rencontre Emma Thompson et son futur partenaire, Hugh Laurie.

### Carrière

#### Télévision
La carrière de Fry à la télévision débute en 1982 avec la diffusion de The Cellar Tapes, la revue de la troupe de théâtre amateur Cambridge Footlights, écrite par Fry, Hugh Laurie, Emma Thompson et Tony Slattery. La revue attire alors l'attention de Granada Television, qui, désireux de reproduire le succès de Not the Nine O'Clock News de la BBC, engage Fry, Laurie et Thompson pour jouer aux côtés de Ben Elton dans There's Nothing To Worry About! Une deuxième saison, renommée Alfresco est diffusée en 1983, et une troisième en 1984. L'émission établit la réputation de Fry et Laurie comme duo comique. En 1983, la BBC leur propose de créer leur propre programme, The Crystal Cube, un mélange de science-fiction et de faux documentaire qui est annulé après le premier épisode. Ne se laissant pas décourager, Fry et Laurie font une apparition dans un épisode de The Young Ones  (Les Branchés débranchés) en 1984, et Fry apparait également en 1985 dans la série de Ben Elton, Happy Families.
Pardonnant à Fry et Laurie l'échec de The Crystal Cube, la BBC leur demande une émission à sketchs en 1986 qui devient A Bit of Fry and Laurie. Cette émission, alors très populaire, compte 26 épisodes, réparties sur quatre saisons entre 1986 et 1995. Au même moment, Fry joue le rôle de Lord Melchett dans Blackadder 2, celui du Duc de Wellington dans Blackadder the Third et finalement celui du Général Melchett dans Blackadder Goes Forth. En 1988, il devient participant récurrent dans l'émission d'improvisation Whose Line Is It Anyway?.
Entre 1990 et 1993, Stephen Fry joue le rôle de Jeeves (avec Hugh Laurie dans celui de Bertram Wooster) dans Jeeves and Wooster, une adaptation longue de 23 heures des romans et nouvelles de P. G. Wodehouse.
De 2003 à 2016, il présente Quite Interesting (QI), un jeu télévisé qui est maintenant l'une des émissions de divertissement les plus regardées de la télévision britannique. Il gagne d'ailleurs le prix de la Rose d'Or du meilleur présentateur de jeu télévisé pour son travail sur cette émission.
Il fait une percée dans le monde du documentaire en 2006, avec son programme The Secret Life of the Manic Depressive (La Vie secrète des maniaco-dépressifs), pour lequel il a gagné un Emmy Award dans la catégorie du Meilleur Documentaire International. Il réalise un documentaire sur le Sida et le virus VIH en 2007, intitulé HIV and Me. Il a tourné une émission de voyage en six épisodes, Stephen Fry in America. En 2006, il a également participé à l'émission sur la généalogie, Who Do You Think You Are?, en remontant son arbre généalogique pour découvrir ses ancêtres Juifs slovaques.
En 2008, Fry est à la fois producteur délégué et acteur dans la deuxième saison du drame juridique Kingdom. Il a également accepté un rôle de guest-star récurrente avec le personnage du psychiatre Dr Gordon Wyatt dans la populaire série américaine Bones. Il s'est cassé le bras droit au Brésil en filmant l'émission Last Chance to See sur les espèces menacées de disparition.
En 2019 il est membre du jury du 2e festival Canneseries, sous la présidence du réalisateur et scénariste suisse Baran bo Odar.

#### Cinéma
Après avoir fait ses débuts au cinéma en 1985 dans le film The Good Father, Stephen Fry fait une brève apparition dans Un poisson nommé Wanda, puis interprète le premier rôle dans Peter's Friends de Kenneth Branagh en 1992.
En jouant Oscar Wilde (dont il est fan depuis l'âge de 13 ans) en 1997 dans le film Wilde, il est reconnu par les critiques dans un rôle dont il a dit qu'il était « né pour le jouer ». En 2001, il joue le détective dans le film d'époque de Robert Altman, Gosford Park.
Il présente la cérémonie des BAFTA Film Awards de 2001 à 2005, laissant sa place en 2006.
En 2003, Fry fait ses débuts en tant que réalisateur avec Bright Young Things, qu'il a lui-même adapté du roman d'Evelyn Waugh, Vile Bodies. Plus tard cette même année, il écrit le livret et les dialogues pour l'adaptation en film de La Flûte enchantée par Kenneth Branagh.
Fry continue de participer régulièrement à des films, notamment à des adaptations de classiques de la littérature. Il sert de narrateur dans la version originale de l'adaptation au cinéma du livre de Douglas Adams, Le Guide du voyageur galactique. En 2005 il joue dans Tournage dans un jardin anglais adapté de Vie et opinions de Tristram Shandy, gentilhomme, et dans V pour Vendetta. En 2006, il interprète un concepteur de gadgets, Smithers, dans Stormbreaker. Dans St Trinian's, il joue son propre rôle comme présentateur de jeu télévisé.

#### Radio
Fry est devenu célèbre auprès des auditeurs de radio britanniques avec la création de son alter-ego, Donald Trefusis, dont les « essais radiophoniques » étaient diffusés dans le programme Loose Ends sur la BBC Radio 4. En 1988, Fry écrit et présente une série comique en six parties intitulée Saturday Night Fry. Il a depuis fait de nombreuses interventions à la radio. En 2000, il interprète Charles Prentiss dans la comédie sur BBC Radio 4 Absolute Power, reprenant le rôle pour trois saisons supplémentaires à la radio et deux à la télévision.
En 2007, il présente Current Puns, une exploration du jeu de mots et Radio 4: This is Your Life, pour célébrer le 40e anniversaire de la station de radio. Il a également interviewé Tony Blair dans le cadre d'une série de podcasts rendus disponibles par le 10 Downing Street.
En février 2008, Fry commence à travers son blog la réalisation de podcasts dans lesquels il raconte sa vie et ses expériences récentes.

#### Théâtre
Pour le Festival d'Edimbourg de 1980, Fry écrit une pièce intitulée Latin! (ou Tobacco and Boys) qui gagne le prix Fringe First. L'année suivante, The Cellar Tapes, la revue des Footlights gagne le Perrier Comedy Award. En 1984, Fry adapte la comédie musicale à succès des années 1930, Me and My Girl pour le West End, où il est alors joué pendant huit ans.
En 1995, il joue dans la pièce de Simon Gray, Cell Mates, d'où il part pendant trois jours, plaidant le trac,. Plus tard, il se rappelle l'incident comme d'un épisode maniaque dans son documentaire sur les troubles bipolaires.
En 2007, Fry écrit une pantomime, Cinderella, qui se joue alors dans le Théâtre Old Vic de Londres.

#### Littérature
Depuis la publication de son premier roman, Mensonges, Mensonges (The Liar), ouvrage marqué par l'humour anglais, Fry en a écrit trois autres, ainsi que plusieurs travaux de non-fiction et une autobiographie, tous appréciés par les critiques. Le Faiseur d'histoire (Making History) est probablement son livre le plus controversé. Situé dans un univers alternatif, inspiré par les thèses de Daniel Goldhagen, il émet l'hypothèse que l'holocauste aurait eu lieu même si Hitler n'était jamais né.
Le livre le plus récent écrit par Stephen Fry est The Ode Less Travelled: Unlocking The Poet Within, un guide d'écriture de poésie.
Il est également connu au Royaume-Uni comme narrateur de livres audio, notamment pour la saga Harry Potter. Il a enregistré des versions audio de livres écrits par Roald Dahl, Michael Bond, A. A. Milne, Anthony Buckeridge et Douglas Adams, ainsi que plusieurs de ses propres livres.
Il écrivait sous un alias, Williver Hendry, pour une critique littéraire dans Tatler, et a également fait éditer A Most Peculiar Friendship: The Correspondence of Lord Alfred Douglas and Jack Dempsey, un sujet cher à Fry, en tant que fervent admirateur d'Oscar Wilde. Auparavant chroniqueur pour The Listener et The Daily Telegraph, il écrit maintenant une chronique hebdomadaire sur le thème de la technologie (Dork Talk) dans l'édition du samedi du Guardian.
Son blog a attiré plus de 300 000 visiteurs durant ses deux premières semaines d'existence.

### Vie personnelle

#### Vie privée
Adolescent, Fry a lutté pour garder son homosexualité secrète pendant ses études dans une école privée et est resté seize ans célibataire. Quand on lui demande à quel moment il a su qu'il était homosexuel, il cite un ami et dit : « Je pense que tout a commencé quand je suis sorti du ventre maternel. J'ai regardé ma mère et pensé : « C'est bien la dernière fois que je passe par là. » Fry a entretenu avec Daniel Cohen une relation de quatorze ans, qui a pris fin en 2010.
Fry a été diagnostiqué cyclothymique. Il a souffert d'une dépression nerveuse en 1995, alors qu'il jouait dans une pièce appelée Cell Mates (« Compagnons de cellule ») dans le West End. Fry fut introuvable pendant quelques jours et eut des pensées suicidaires. Il renonça à l'idée et quitta le Royaume-Uni, refaisant surface en Belgique.
L'acteur a parlé publiquement de son expérience personnelle avec les troubles bipolaires et réalisé un documentaire à ce sujet, intitulé Stephen Fry : The Secret Life of the Manic-Depressive (Stephen Fry : La Vie secrète d'un maniaco-dépressif) dans lequel il interroge d'autres malades et des spécialistes. Il fut diffusé en deux parties sur BBC Two en septembre 2006, rediffusé en mars 2007 pour l'action caritative Comic Relief, et diffusé encore en août 2007 pour la célébration des cinquante ans de Stephen Fry.
En janvier 2008, Fry s'est cassé le bras en filmant au Brésil. En montant à bord d'un bateau, il a glissé entre celui-ci et le quai, tout en essayant de ne pas tomber dans l'eau, le poids de son corps causant une fracture dans son humérus droit. Les dégâts étaient plus graves qu'il ne le pensait alors : la fragilité du nerf radial — qui aurait pu causer la perte de l'usage de son bras — n'a pas été diagnostiquée avant qu'il ne voie un médecin au Royaume-Uni. Il a expliqué l'accident, plus tard dans un podcast.
Fry est ami avec le comédien britannique Rowan Atkinson et était témoin à son mariage avec Sunetra Sastry à New York. Il était également l'ami de l'acteur britannique John Mills. Il était témoin au mariage de Hugh Laurie et est le parrain des trois enfants de ce dernier. Il est également ami avec l'autrice-compositrice-interprète Kate Bush, avec laquelle il interprète la chanson 50 Words for Snow sur l'album du même nom (Fish People/EMI, 2011).
Le 18 janvier 2015, il épouse son compagnon Eliott Spencer.

#### Engagement politique
Fry est un partisan actif du Parti travailliste britannique depuis de nombreuses années, et a d'ailleurs participé en novembre 1993, aux côtés de Hugh Laurie et Michelle Collins, à une émission de communication politique réalisée par ce parti. Il n'a pas voté lors des élections législatives de 2005 à cause de la position des deux grands partis britanniques (travailliste et conservateur) concernant la guerre en Irak. Malgré ses louanges faites au gouvernement Blair à propos de ses réformes sociales, Fry s'est montré très critique du concept de la Troisième voie du parti Travailliste. Il est en bons termes avec le roi Charles (bien qu'il l'ait parodié lourdement dans l'épisode de Blackadder, « The Cavalier Years ») grâce à l'œuvre de charité The Prince's Trust. Il était présent au mariage du prince de Galles et de Camilla Parker Bowles en 2005.

#### Religion
Stephen Fry a régulièrement exprimé son hostilité à l'égard des religions monothéistes et leur reproche notamment leur cruauté à l'égard des personnes LGBT. Il se définit lui-même comme athée et humaniste. Il considère cependant que la foi est positive lorsqu'elle est synonyme d'espoir.

#### Passions
Il est fan de cricket (il est apparenté au légendaire joueur de cricket anglais C. B. Fry). Il a récemment été interviewé pour le DVD Ashes Fever, discutant la victoire de l'Angleterre contre l'Australie dans la saison 2005 de la compétition The Ashes. Au football, il soutient Norwich City FC (mentionné dans Ashes Fever).
Il a été décrit comme étant « profondément mordu de tout ce qui est high-tech » : il a acheté le deuxième Macintosh jamais vendu en Europe en 1984 (le premier ayant été acheté par Douglas Adams). Il compte Wikipédia parmi ses sites préférés, « car j'aime découvrir que je suis mort, et que je fais actuellement partie d'un ballet en Chine, et toutes les autres choses très justes et importantes que Wikipédia nous apporte à tous. »
En 2008, il enregistre une vidéo de cinq minutes intitulée Happy birthday to GNU, à l'occasion des 25 ans du projet GNU.

## Œuvres littéraires
- 1992 : Paperweight, Collection d'articles et de travaux divers de Fry, non traduit.
- 1992 : Mensonges mensonges (The Liar), J'ai lu, Paris, 1994.  (ISBN 2-290-31432-3)
- 1994 : L'Hippopotame (The Hippopotamus), J'ai lu, Paris, 1994.  (ISBN 2-290-31975-9)
- 1996 : Le Faiseur d'histoire (Making History), Les Moutons électriques, coll. « Bibliothèque voltaïque », Lyon, 1997  (ISBN 978-2-915793-71-0) ; réédition Gallimard, coll. « Folio SF » no 397, 2011  (ISBN 978-2-07-043996-6)
- 1997 : Moab is My Washpot, autobiographie.
- 2000 : L'Île du Dr Mallo (The Star's Tennis Balls). J'ai lu, Paris, 2003.  (ISBN 2-290-32995-9)
- 2002 : Rescuing the Spectacled Bear: A Peruvian Diary
- 2004 : Stephen Fry's Incomplete and Utter History of Classical Music, non traduit.
- 2005 : The Ode Less Travelled: Unlocking the Poet Whithin, non traduit.
- 2008 : Stephen Fry in America, non traduit.
- 2014 : Dérapages incontrôlables : Dr House et Mr Wilde, Backer Street, 2014.
- 2017 : Mythos. Calmann-Levy, Paris, 2022.
- 2018 : Heroes, non traduit.

## Filmographie

### Comme acteur

#### Cinéma
- 1985 : The Good Father : Creighton
- 1988 : Un poisson nommé Wanda : Hatchison
- 1992 : Peter's Friends : Peter Morton
- 1994 : L'Amour en équation : James Moreland
- 1996 : Du Vent dans les saules : le juge
- 1997 : Oscar Wilde : Oscar Wilde
- 1997 : Spice World, le film : le juge
- 1998 : Préjudice : Pinder
- 1999 : Whatever Happened to Harold Smith? de Peter Hewitt : Dr Peter Robinson
- 2000 : Best : Frazer Crane
- 2000 : Stars in Love (en) ou So British! (titre DVD) (Relative Values) : Frederick Crestwell
- 2001 : Gosford Park : l'inspecteur Thompson
- 2001 : La Découverte du ciel : Onno Quist
- 2001 : Fourplay : Nigel Steele
- 2002 : Plein Gaz : sir Anthony Silk
- 2003 : Le Divorce : Piers Janely
- 2004 : Moi, Peter Sellers : Maurice Woodruff
- 2005 : Mirrormask : le bibliothécaire
- 2005 : H2G2 : Le Guide du voyageur galactique : narrateur / le Guide (voix)
- 2005 : Tournage dans un jardin anglais : Patrick Curator / le pasteur Yorick
- 2005 : V pour vendetta : Gordon Deitrich
- 2006 : Stormbreaker : Mr. Smithers
- 2007 : St Trinian's : lui-même
- 2007 : Eichmann : ministre Tormer
- 2010 : Alice au pays des merveilles : le Chat de Cheshire (voix)
- 2010 : Animaux et Cie (Animals United) : Socrate (voix)
- 2011 : Sherlock Holmes : Jeu d'ombres : Mycroft Holmes
- 2012 : Sunner Night, Winter Moon de Xavier Koller : Rufus
- 2013 : Le Hobbit : La Désolation de Smaug : le Maître de Lacville
- 2013 : A Very Englishman (The Look of Love) de Michael Winterbottom : Barrister
- 2014 : Le Hobbit : La Bataille des Cinq Armées : le maître de Lacville
- 2014 : Sugarland (documentaire) de Damon Gameau : lui-même
- 2015 : Tomorrow de Martha Pinson : Chris
- 2016 : Alice de l'autre côté du miroir de James Bobin : le Chat de Cheshire (voix)
- 2016 : Love and Friendship de Whit Stillman : M. Johnson
- 2016 : L'Homme qui défiait l'infini de Matthew Brown : Francis Spring
- 2018 : The Con Is On de James Oakley : Sidney
- 2019 : Greed de Michael Winterbottom
- 2023 : My Dear F***ing Prince (Red, White & Royal Blue) de Matthew López : le roi James III
- 2024 : Voyage avec mon père (Treasure) de Julia von Heinz : Edek

#### Télévision
- 1982 : Cambridge Footlights Revue
- 1983 : The Crystal Cube : Dr Adrian Cowlacey / rôles divers
- 1984 : Les Branchés débranchés
- 1985 : Happy Families : Doctor De Quincy
- 1986 : Filthy Rich and Catflap
- 1986 : Blackadder 2
- 1987 : Blackadder The Third
- 1987-1995 : A Bit of Fry and Laurie
- 1988 : Blackadder: The Cavalier Years : le roi Charles Ier
- 1988 : Blackadder's Christmas Carol : lord Melchett / lord Frondo
- 1988 : This Is David Lander : David Lander
- 1988 : Whose Line Is It Anyway?
- 1990-1993 : Jeeves and Wooster : Jeeves
- 1992 : Common Pursuit : Humphrey Taylor
- 1995 : La Ferme du mauvais sort (Cold Comfort Farm) : Mybug
- 1998 : Dans le rouge : Controller, Radio 2
- 1999 : Watership Down : Cowslip (voix)
- 1999 : Blackadder Back and Forth : l'évêque Flavius Melchett / Melchett / le général Melchecus / Wellington
- 2000 : Gormenghast :le professeur Bellgrove
- 2003 - 2016 : Quite Interesting (jeu TV)
- 2003 : Fortysomething : Derek the Fishmonger
- 2004 : Un ourson nommé Winnie : Protheroe the Zookeeper
- 2005 : Pocoyo : le narrateur (voix)
- 2006 : The Secret Life of the Manic Depressive
- 2007 : Kingdom
- 2007 : Stephen Fry : HIV and Me
- 2007-2009-2017 : Bones : Dr Gordon Gordon Wyatt
- 2011 : Holy Flying Circus : Dieu
- 2014 : 24 heures chrono : Live Another Day : Premier ministre Alastair Davies
- 2020 : Doctor Who : C (Saison 12, Épisode 1)
- 2020 : Sex Education : présentateur de la finale des championnats de Quizz (saison 2, épisode 8)
- 2021 : It's a Sin : Alfred Garrison
- 2022 : The Dropout : Ian Gibbons
- 2022 : Sandman : Gilbert
- 2022 : Heartstopper : le principal du collège-lycée Truham (voix)
- 2023 : Léo, la fabuleuse histoire de Léonard de Vinci : Léonard de Vinci (voix)
- 2025 : Skeleton Crew : le droïde superviseur sur At Attin (voix)

#### Jeux vidéo
- 2008 : Little Big Planet : le narrateur (voix originale)
- 2008 : Fable II : Reaver (voix originale)
- 2010 : Fable III : Reaver (voix originale)
- 2011 : Little Big Planet 2 : le narrateur (voix originale)

### Comme réalisateur
- 2003 : Bright Young Things.

## Hommages et distinctions
- En 1995, l'université de Dundee le nomme docteur honoris causa. Cette même université a nommé le bar de son association étudiante d'après un des romans de Fry (The Liar Bar). Il y est aussi le patron de sa troupe de théâtre Lip Theatre Company[35]. Il a effectué deux mandats consécutifs (1992-1995 et 1995-1998) en tant que recteur de l'université élu par les étudiants.
- En 2005, Fry est fait président d'honneur de la Cambridge University Quiz Society, et membre honoraire du Queens' College.
- Un sondage effectué en 2005 parmi les comédiens et les professionnels du secteur pour trouver « The Comedian's Comedian » (« Le comédien des comédiens ») classe Fry parmi les 50 meilleurs acteurs comiques. En septembre 2006, il est placé 9e dans un sondage sur les plus grandes stars de la télévision, selon les votes du public.
- En décembre 2006, il est 6e pour le prix BBC de la meilleure icône vivante[36], est invité à The Culture Show et déclaré l'homme le plus intelligent à la télévision par le vote des lecteurs de Radio Times.
- Auparavant 23e sur la liste de l'année précédente, la Pink List (« Liste Rose ») de The Independent on Sunday l'a déclaré deuxième personne homosexuelle la plus influente au Royaume-Uni en mai 2007[37].
- Toujours en mai 2007, il reçoit le titre de BT Mind Champion of the Year[38], en reconnaissance de la prise de conscience apportée par son documentaire sur les troubles bipolaires. Il est également nommé pour la Meilleure émission de divertissement (Quite Interesting) et Meilleure série documentaire (Secret Life of the Manic Depressive) aux BAFTA 2007.
- BBC Four lui a consacré deux soirées, le 17 et 18 août 2006, pour célébrer son 50e anniversaire. La première comprenait des programmes avec Fry, et commençait avec un documentaire d'une heure intitulé Stephen Fry: 50 Not Out. La deuxième soirée était composée de programmes choisis par Fry, ainsi que d'une interview d'une heure avec Mark Lawson. Suivait une demi-heure de l'émission spéciale Fry: Guilty Pleasures. Le « week-end Stephen Fry » a eu une si bonne audience pour BBC Four qu'il a été rediffusé sur BBC Two le 16 et le 17 septembre.
- Il détient actuellement le record britannique pour avoir dit le mot « fuck » le plus de fois sur une diffusion télévisée en direct.[réf. nécessaire]
- Fry a été la dernière personne nommée Pipe Smoker of the Year (« Fumeur de Pipe de l'Année ») avant que le prix soit arrêté pour raisons légales.
- Il est directeur du théâtre de Norwich Playhouse et vice-président de The Noël Coward Society[39].
- Il a reçu une récompense pour l'ensemble de sa carrière aux British Comedy Awards le 5 décembre 2007[40].
- Il est le quatrième acteur le plus influent en 2007 selon la liste « Hot 100 » du magazine Broadcast. Il y est décrit comme étant « un trésor national » et un polymathe[41].

## Voix francophones
En France, Stephen Fry est doublé par plusieurs comédiens. Parmi les plus fréquents, il y a Michel Dodane et Michel Elias qui l'ont doublé tous les deux à quatre reprises.

## Anecdotes
- Il a révélé en 2012 que le champagne pouvait lui déclencher des crises d'asthme[43].
- Il a le septum nasal dévié, à cause d'une chute et fracture du nez quand il avait six ans.[réf. nécessaire]